# 趙士元
趙士元（1461年—？），字君聘，陝西河州衛（治所在今甘肃临夏市）人，軍籍，明朝政治人物。

## 生平
陝西鄉試第十名舉人。弘治三年（1490年）中式庚戌科會試第六十三名，三甲第九十六名進士。弘治六年（1493年）任直隸成安縣知縣。

## 家族
曾祖趙貴；祖父趙景；父趙英，母李氏。具庆下。